# NGC 6747
NGC 6747 is een elliptisch sterrenstelsel in het sterrenbeeld Draak. Het hemelobject werd op 31 oktober 1886 ontdekt door de Amerikaanse astronoom Lewis A. Swift.

## Synoniemen
- ZWG 341.12
- NPM1G +72.0185
- PGC 62564